# Owen (rapper)
Owen Carl Raymond Gaye, noto semplicemente come Owen (11 settembre 1998), è un rapper svedese.

## Biografia
Owen ha fatto il proprio esordio nel mondo discografico con l'album in studio Musik eller metall, pubblicato nel febbraio 2022 e classificatosi al vertice della Sverigetopplistan; il disco è stato promosso dagli estratti Skilda vägar e Nia mondo.
La IFPI Sverige gli ha assegnato due dischi d'oro e quattro di platino, equivalenti a 400 000 unità certificate in singoli. Nel gennaio 2024 ha conseguito la sua prima numero uno nella hit parade svedese, piazzando Lean & Sprite al vertice.

## Discografia

### Album in studio
- 2022 – Musik eller metall

### Singoli
- 2019 – Kan ej med mig
- 2019 – Tia
- 2020 – Sunrise
- 2020 – Inside: Feelings
- 2020 – Vilsna själar
- 2020 – Buggade lurar
- 2020 – Djupa sår
- 2020 – Cirkeln
- 2020 – En gång till
- 2021 – Bilzerian
- 2021 – Murda
- 2021 – Try Me (con Kev1n)
- 2021 – Me duele (Freestyle)
- 2021 – Skilda vägar
- 2021 – Nia mondo (con Dree Low)
- 2022 – Love n Affection
- 2022 – Dirty (con Asme)
- 2023 – Nakala (con Dizzy)
- 2023 – Jugada (con Nizz)
- 2023 – No hay sentimientos
- 2023 – 11 de febrero
- 2023 – Blind
- 2024 – Lean & Sprite (con Asme)
- 2024 – No Lie (con Awave)